# Ricardo Wolf
Ricardo Wolf fue un inventor, político, diplomático y filántropo cubano judío alemán, nacido en Hannover (Alemania) en 1887 y fallecido en febrero de 1981 en Herzlia, Israel. Creó la Fundación Wolf que anualmente entrega unos premios a los más destacados en distintas áreas del conocimiento llamados los Premios Wolf.
También se le conoció con el nombre castellanizado de Ricardo Lobo.

## Biografía
Nacido en Alemania, en la ciudad de Hannover, tuvo 14 hermanos. Tras la Primera Guerra Mundial abandonó Alemania y fijó su residencia en Cuba donde se casó con la tenista española Francisca Subirana. Durante años trabajó con su hermano Sigfried Wolf en el desarrollo de procesos de recuperación del hierro a partir de los residuos de los procesos de fundición. El éxito en sus experimento hizo que muchas fábricas de acero de todo el mundo adoptasen su sistema, lo que convirtió a Ricardo Wolf en un hombre muy rico.
Apoyó financieramente a Fidel Castro y los suyos durante la revolución cubana, por lo que cuando este se hizo con el poder le nombró ministro plenipotenciario de Cuba en Israel en 1961. En 1973, Cuba rompió relaciones con Israel, y Ricardo Wolf renunció a su cargo y se quedó a residir en Israel.
Durante los últimos años de su vida se dedicó a crear la Fundación Wolf en la que se premian anualmente desde 1978 a personalidades destacadas en seis áreas:  agricultura, química, matemática, medicina, física y arte. Wolf falleció en febrero de 1981 en Israel.